# Lucy Anderson (Pianistin)

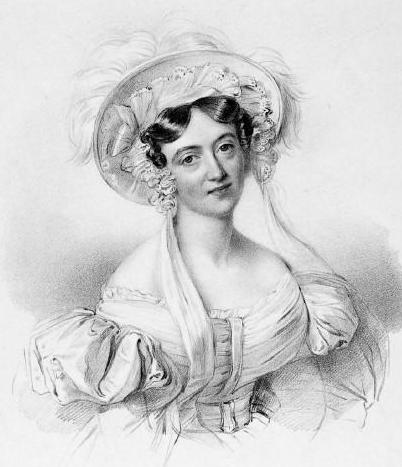
Lucy Anderson, 1833

Lucy Anderson, geb. Philpot (* 12. Dezember 1797 in Bath; † 24. Dezember 1878 in London) war eine englische Pianistin und Klavierlehrerin von Queen Victoria.

## Biografie
Lucy Anderson, die Tochter eines Musiklehrers in Bath, erhielt zunächst Unterricht von ihrem Vater sowie einem Cousin. Sie übersiedelte um 1818 nach London, wo sie sich bald einen Ruf als herausragende Pianistin erarbeitete. 1820 heiratete sie George Frederick Anderson, der 1848 zum Master of the Queen’s Music ernannt wurde. 1822 war Lucy Anderson die erste Frau, die in einem Konzert der Royal Philharmonic Society auftrat. 1830 brachte sie in diesem Rahmen erstmals Beethovens 5. Klavierkonzert zur Aufführung, eines ihrer Repertoirewerke. 1829 trat sie beim Birmingham Festival auf, 1834 ist auch ein Auftritt in Paris belegt. 1838 übernahm sie den Solopart der Londoner Erstaufführung des 2. Klavierkonzerts von Felix Mendelssohn.
1830 wurde Lucy Anderson am englischen Königshof eingeführt und war ab 1834 Klavierlehrerin der damaligen Prinzessin, späteren Queen Victoria, und unterrichtete als Hofpianistin später auch deren Kinder. Außerdem lehrte sie an der Royal Academy of Music. Zu ihren Schülerinnen zählte die Pianistin und Komponistin Kate Loder. 1862 zog sie sich von der Konzertbühne zurück.